# Place Coislin
Pour les articles homonymes, voir Coislin.
La place Coislin est une voie de Metz en Moselle.

## Situation et accès
Située dans le centre-ville de Metz non loin de la place Saint-Louis, 
Il s'agit de la deuxième plus grande place du centre-ville de Metz, juste derrière la place de la République.

## Origine du nom
La place Coislin porte le nom de Henri-Charles de Coislin qui fut évêque de Metz de 1697 à 1732 et a financé la construction en ce lieu de la Caserne Coislin et de la fontaine attenante.

## Historique
Sous le nom de « Champ-à-Seille » ou « Champasaille », elle fut célèbre au Moyen Âge pour avoir accueilli la diète de Metz avec la proclamation de la Bulle d’Or du Saint-Empire romain en 1356.
« Situé sur la rive gauche de la Seille, ce vaste terrain était bordé de maisons à arcades avec des créneaux percés de petites ouvertures comme celles que l’on peut encore observer aujourd’hui Place Saint-Louis ». « On pouvait y voir un corps de garde pour le guet, des hôtelleries, une maréchalerie, une halle des tanneurs. S’y trouvaient les hôtels de Matthieu le Gournay et de Warin Roucel, le couvent des Célestins, la Chapelotte (maison avec chapelle destinée aux femmes pauvres en couches) et quelques dépendances de l’hospice Saint-Nicolas ».
De l'époque médiévale jusqu'en 1633 où fut instituée la Cour du Parlement de Metz, il se trouvait sur cette grande place un égout rempli d’eau et d’immondices où les « personnes condamnées par la justice messine pour une faute qui ne méritait ni la mort ni la mutilation des membres étaient amenées pour subir le châtiment de la « Xippe » ou « Xeuppe » (prononcer Chippe ou Cheuppe). Ce supplice consistait à enfermer le malheureux dans une cage en osier appelée « bassin » suspendue par une poulie à une potence placée juste au-dessous de l’égout qui conduisait les déchets de l’Hospice Saint-Nicolas dans la Seille. Le condamné à la Xippe était ensuite jeté dans les immondices par le bourreau autant de fois que les magistrats qui assistaient à la scène l’ordonnaient. Prisonnier de sa cage et plongé dans les ordures, celui qui avait été déclaré coupable s’engluait dans la boue pestilentielle, la recrachait. Le peuple raffolait de ce spectacle immonde »,. On y exécutait également les condamnés à mort, comme le marchand Raphaël Lévy, brûlé vif sur le bûcher à Champ-la-Seille, en janvier 1670.

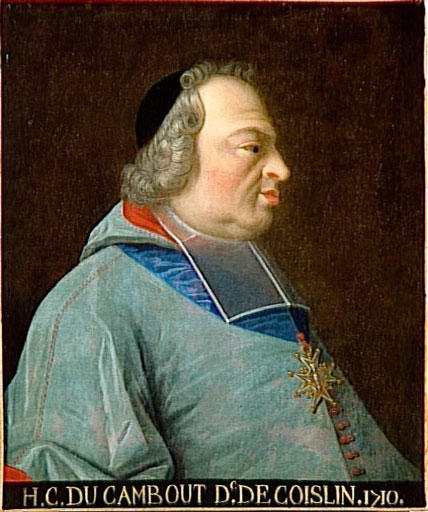
Henri-Charles du Camboust, duc de Coislin, évêque de Metz.

S'y déroulaient également « les tournois, les joutes, les duels et les cavalcades durant le Moyen-âge. Les charpentiers de la ville avaient édifié un enclos à cet effet. Seuls les maîtres échevins, les combattants et les témoins qui avaient été désignés étaient autorisés à y entrer. Pendant les combats, la milice messine se positionnait au-delà du champs clos et les portes de la cité étaient fermées ».
Entre 1726 et 1730, les premiers aménagements dus au maréchal de Belle-Isle aboutissent à la suppression de deux rangées d’arcades qui existaient depuis le Moyen Âge sur les quatre existantes, ainsi qu’à la construction de la caserne Coislin, où seront logés les militaires de l’armée du roi de France. Les deux autres rangées disparurent également au cours des siècles suivants.
Au XXe siècle, la place subit de nombreuses transformations, tout d’abord la démolition de la caserne dans les années 1930, puis une restructuration de l’ensemble des maisons attenantes dans les années 1960. Vers 1960, des fouilles ont montré l’existence d’une occupation gallo-romaine, avec l’implantation de villas et des mosaïques. 
Elle devint à cette époque la gare routière, centre d'un vaste parc de stationnement entourée d'immeubles sans âme. 
Au début des années 1990, dans le contexte de déménagement de la gare routière, un projet fut proposé par l'architecte Christian de Portzamparc , finalement abandonné en raison de son gigantisme.